# جون بلاك (لاعب رماية)
جون بلاك هو لاعب رماية كندي، ولد في 1882 في Coylton ‏ في المملكة المتحدة، وتوفي في 1924 في وينيبيغ في كندا.

## وصلات خارجية
- جون بلاك على موقع أوليمبيديا (الإنجليزية)